# Анушилан самити
Анушилан Самити (бенг. অনুশীলন সমিতি — «Общество Саморазвития») — вооружённая подпольная антибританская организация первой четверти XX века.

## Предыстория
В 1890-х годах в среде образованных индийцев стали набирать популярность националистические идеи Свами Вивекананды — он пропагандировал в том числе и необходимость физического развития индийской молодёжи. В последние годы XIX века в крупных городах создаются спортивно-патриотические общества. Подобное общество «Анушилан Самити» было основано в 1902 году в Калькутте адвокатом Праматханатхом Митрой. Члены общества обучались в том числе и обращению с холодным оружием.

## Раздел Бенгалии
События 1905—1907 гг. вызвали активизацию политических движений по всей Индии. Во главе калькуттского «Анушилан Самити» встали радикалы — Ауробиндо и Бариндранатх Гхош, Джатиндранатх Банерджи и Бхупендранатх Датта. На основе спортивного общества возникла обширная организация бенгальских националистов. Связанные с «Анушилан Самити» радикальные газеты «Банде Матарам» («За Родину») и «Джугантар» («Новый Век») призывали к немедленной независимости Индии и начале вооружённой борьбы с британской администрацией. Члены общества поддерживали бойкот британских товаров, занимались охраной митингов и собраний, но находились в оппозиции к умеренному руководству Индийского Национального Конгресса. В 1907 году, на сессии в Сурате, бенгальские радикалы и поддерживающие их лидеры (Тилак и др.).

## Разгром организации
После разрыва отношений с ИНК бенгальские радикалы решили начать подготовку к вооружённому восстанию. Основной проблемой было отсутствие у членов «Анушилан Самити» боевого опыта и дефицит огнестрельного оружия. В тот же время из Парижа вернулся член «Анушилан Самити» Хем Чандра Канунго, контактировавший с европейскими революционерами и обучавшийся у боевика-эсера Николая Сафранского изготовления бомб. 5 декабря 1907 года группа Бариндранатха Гхоша совершила неудачное покушение на губернатора Западной Бенгалии Эндрю Фрэзера. Членами «Анушилан Самити» было также совершено несколько успешных экспроприаций.
30 апреля 1908 года Кхудирам Бос и Прафулла Чаки, члены «Анушилан Самити», попытались убить судью Кингсфорда, который вынес приговоры нескольким радикалам. Покушение провалилось, но от взрыва бомбы погибли жена и дочь адвоката П. Кеннеди. Террористы вскоре были схвачены (Прафулла покончил с собой во время задержания), а на следующий день после покушения начались аресты в Калькутте. 2 мая полиция пришла в дом Б. Гхоша и арестовала его вместе с тринадцатью товарищами. Через три дня был арестован и Ауробиндо Гхоша.

## Алипурское дело
Процесс над террористами, получивший название «Алипурское дело» (Ауробиндо и большинство обвиняемых содержались в тюрьме города Алипура) вызвал широкий резонанс как в Индии, так и в метрополии. Большинство британцев в Индии настаивало на жёстких мерах — ограничении туземной прессы, ужесточении наказаний за хранение оружия.
Даже на момент ареста полиция не имела точной информации о деятельности тайных обществ. Многие моменты стали известны лишь после того, как некоторые арестованные начали давать признательные показания. В августе 1908 года один из сотрудничавших со следствием обвиняемых (Нарендранатх Госвами) был убит другими заключёнными.
Процесс над террористами начался лишь в мае 1909 года. Двое обвиняемых (У. Датта и Б. Гхош) были приговорены к смертной казни, заменённой впоследствии на пожизненное заключение. Остальные участники процесса (Х. Канунго, А. Бхаттачарья, Б. Саркар) также были осуждены на длительные сроки заключения. Что касается Ауробиндо, то его непосредственная причастность к террористическим организациям не была доказана и он был полностью оправдан, полностью отойдя впоследствии от политической деятельности.
Между тем, с арестом Ауробиндо, Б. Гхоша и их товарищей, террористические акты не прекратились. Было совершено ещё одно неудачное покушение на Фрэзера, в 1912 году в Дели группа под руководством Раш Бихари Боса совершила покушение на жизнь вице-короля.